# Periglaciacija
Periglaciacija (pridevnik periglacialen, ki se nanaša na kraje na robovih ledeniških območij) opisuje geomorfne procese, ki so posledica sezonskega taljenja in zmrzovanja, zelo pogosto na območjih permafrosta. Stopljena voda lahko ponovno zmrzne v ledenih klinih in drugih strukturah. Periglacial je prvotno predlagal okolje, ki je na robu preteklih ledenikov. Vendar cikli zmrzovanja in odmrzovanja vplivajo na pokrajine tudi zunaj območij pretekle poledenitve. Zato so periglacialna okolja povsod, ko zmrzovanje in odmrzovanje bistveno spremenita pokrajino.

## Zgodovina
Periglaciacija je postala posebna tema v študiju geologije, potem ko je Walery Łoziński, poljski geolog, uvedel izraz leta 1909. Łoziński se je opiral na zgodnja dela Johana Gunnarja Anderssona. Po besedah Alfreda Jahna je njegova predstavitev svojega dela na mednarodnem geološkem kongresu leta 1910 v Stockholmu povzročila veliko razpravo. Na terenskem izletu na Spitsberge, ki je sledil, so udeleženci kongresa lahko neposredno opazovali pojave, o katerih je poročal Łoziński. Łoziński je objavil svoj prispevek tudi na kongresu leta 1912. Od leta 1950 do 1970 se je periglacialna geomorfologija razvijala predvsem kot poddisciplina podnebne geomorfologije, ki je bila takrat aktualna v Evropi. Revija Biuletyn Peryglacjalny, ki jo je leta 1954 ustanovil Jan Dylik, je bila pomembna za utrditev discipline.

## Periglacialne cone in podnebja
Čeprav definicija periglacialnega območja ni jasna, je konzervativna ocena, da ima četrtina zemeljskega kopnega periglacialne razmere. Izven te četrtine je imela dodatna četrtina ali petina zemeljskega kopnega nekoč med pleistocenom periglacialne razmere. Na severni polobli so večji deli severne Azije in severne Severne Amerike prekriti s periglaciacijo. V Evropi deli Finoscandije, Islandije, severne evropske Rusije in Spitsbergov. Poleg tega so lahko tudi alpska območja na nearktični severni polobli podvržena periglaciaciji. Velik izstop na severni polobli je Tibetanska planota, ki izstopa po svoji velikosti in legi na nizki zemljepisni širini. V delih Andov na južni polobli so območja brez ledu na Antarktiki in subantarktičnih otokih prekrita s periglaciacijo.
Odkar je Carl Troll leta 1944 uvedel koncept periglacialnega podnebja, obstajajo različni poskusi razvrstitve raznolikosti periglacialnega podnebja. Klasifikacija Hugha M. Frencha priznava šest podnebnih tipov, ki obstajajo v sedanjosti:
- Visoko arktično podnebje
- Celinsko podnebje
- Alpsko podnebje
- Podnebje Tibetanske planote
- Podnebje z nizkim letnim temperaturnim razponom
- Podnebje suhih nepoledenelih območij Antarktike

### Dejavniki, ki vplivajo na lokacijo
- Zemljepisna širina – temperature so običajno višje proti ekvatorju. Periglacialna okolja običajno najdemo v višjih zemljepisnih širinah. Ker je na teh zemljepisnih širinah več kopnega na severu, je večina tega učinka vidna na severni polobli. Vendar pa je v nižjih zemljepisnih širinah neposredni učinek sončnega sevanja večji, zato je viden učinek zmrzovanja in odmrzovanja, vendar je permafrost veliko manj razširjen.
- Nadmorska višina – temperatura zraka pade za približno 1 °C na vsakih 100 m dviga nad morsko gladino. To pomeni, da so na gorskih verigah sodobne periglacialne razmere bližje ekvatorju kot nižje.
- Oceanski tokovi – Hladni površinski tokovi iz polarnih območij znižujejo srednje povprečne temperature na mestih, kjer imajo svoj učinek, tako da bodo ledeni pokrovi in periglacialne razmere bližje ekvatorju, kot na primer na Labradorju. Nasprotno pa topli površinski tokovi iz tropskih morij zvišajo srednje temperature. Hladne razmere so takrat le v bolj severnih krajih. To je očitno v zahodni Severni Ameriki, na katero vpliva severnopacifiški tok. Na enak način, vendar izraziteje, Zalivski tok vpliva na Zahodno Evropo.
- Kontinentalnost – stran od blažilnega vpliva oceana so sezonske temperaturne razlike bolj ekstremne, zmrzovanje in odmrzovanje pa globlje. V središčih Kanade in Sibirije gre permafrost, značilen za periglaciacijo, globlje in se razteza naprej proti ekvatorju. Podobno se soliflukcija, povezana z zmrzovanjem in odmrzovanjem, razširi na nekoliko nižje zemljepisne širine kot na zahodnih obalah.

## Reliefne oblike periglaciacije
Posledica periglaciacije so različni talni pogoji, predvsem pa tisti, ki vključujejo nepravilne, mešane usedline, ki jih ustvarjajo ledeni klini, soliflukcija, geliflukcija, dvig zaradi zmrzovanja in skalni podori. Periglacialna okolja težijo k stabilnim geomorfologijam.
- Nanosi Coombe in Head – Nanosi Coombe so nahajališča krede, ki jih najdemo pod pobočji krede v južni Angliji. Glavne usedline so pogostejše pod izdanki granita na Dartmoorju.
- Vzorčasta tla – Vzorčasta tla nastanejo tam, kjer kamni tvorijo kroge, poligone in črte. Lokalna topografija vpliva na to, kateri od teh izrazov bo aktualen. Za te značilnosti je odgovoren proces, imenovan dvig zaradi zmrzali.
- Soliflukcijski režnji – Soliflukcijski režnji nastanejo, ko prepojena tla zdrsnejo po pobočju zaradi gravitacije in tvorijo režnje v obliki črke U.
- Polje balvanov ali morje skal –so območja, pokrita z velikimi oglatimi bloki, za katere se tradicionalno domneva, da so nastali z zamrzovanjem in odmrzovanjem. Dober primer takega polja je v narodnem parku Snowdonia v Walesu. Polja balvanov so pogosta v nezaledenelih delih Apalaškega gorovja na severovzhodu Združenih držav Amerike, na primer pri River of Rocks ali Hickory Run Boulder Field, Lehigh County, Pennsylvania.

 Druge reliefne oblike so:
- Bratschen; so oblike preperevanja, ki so posledica zmrzali in eolskega odnašanja skoraj izključno na apnenčastem sljudastem skrilavcu zgornjega skrilavca v Visokih Turah.
- Palsa; so šotne gomile s trajno zmrznjenim jedrom iz šote in mineralnih tal. So tipičen pojav v polarnem in subpolarnem območju diskontinuiranega permafrosta.
- Periglacialno jezero
- Pingo; je jezero, ki meji na ledenik, običajno ga najdemo ob robovih velikih ledenih plošč.
- Skalni ledenik; so značilne geomorfološke oblike reliefa, sestavljene bodisi iz oglatih kamnitih odpadkov, zamrznjenih v intersticijskem ledu, nekdanjih "pravih" ledenikov, ki jih prekriva plast talusa, ali nekaj vmes
- Kamniti trak; imenovan tudi lava stringer, je podolgovata koncentracija večinoma talusu podobne bazaltne kamnine, ki jo najdemo vzdolž pobočja ali vznožja pečine.
- Termokras; je vrsta terena, za katerega so značilne zelo nepravilne površine močvirnatih kotanj in majhnih grbin, ki nastanejo med taljenjem permafrosta, bogatega z ledom.

## Dejavnost rek
Številna območja periglaciacije imajo razmeroma malo padavin - sicer bi bila poledenela - in nizko evapotranspiracijo, zaradi česar so njihove povprečne stopnje pretoka rek nizke. Vendar pa so reke, ki se izlivajo v Arktični ocean ob severni Kanadi in Sibiriji, nagnjene k eroziji, ki je posledica zgodnejšega taljenja snežne odeje v zgornjih, južnejših delih njihovih povodnih bazenov, kar povzroči poplave v nižjem toku zaradi oviranja rečnega ledu v še zmrznjenih, spodnjih delih rek. Ko se ti ledeni jezovi stopijo ali odprejo, sproščanje zajete vode povzroči erozijo.

## Periglacialni znanstveniki
Pomembni znanstveniki so:
- Albert Lincoln Washburn
- André Cailleux
- Jan Dylik
- J. Ross Mackay
- Matti Seppälä
- Carl Troll